# Martin Max Prugmair
Martin Max Prugmair, auch Martin Maximilian Pruggmeyr, (* Datum unbekannt in Voitsberg, Steiermark, Österreich; † unbekannt) war Mediziner aus der Steiermark und Mitglied der Gelehrtenakademie „Leopoldina“.
Marin Max Prugmair war Physicus der Stände von Steyermark zu Gratz. Wirkungsdaten sind für das Jahr 1687 belegt.
Am 29. Mai 1690 wurde Martin Maximilian Pruggmeyr mit dem Beinamen PARMENIDES als Mitglied (Matrikel-Nr. 180) in die Leopoldina aufgenommen.

## Publikationen
- Scrutinium philosophicum de vero elixire vitae seu genuino auro potabili philosophico, 1687.
- Martin Maximil. Pruggmayr's philosophische Untersuchung des wahrhaften Lebenselixieres oder des echten philosophischen Trinkgoldes, 1790.